# Kamprad

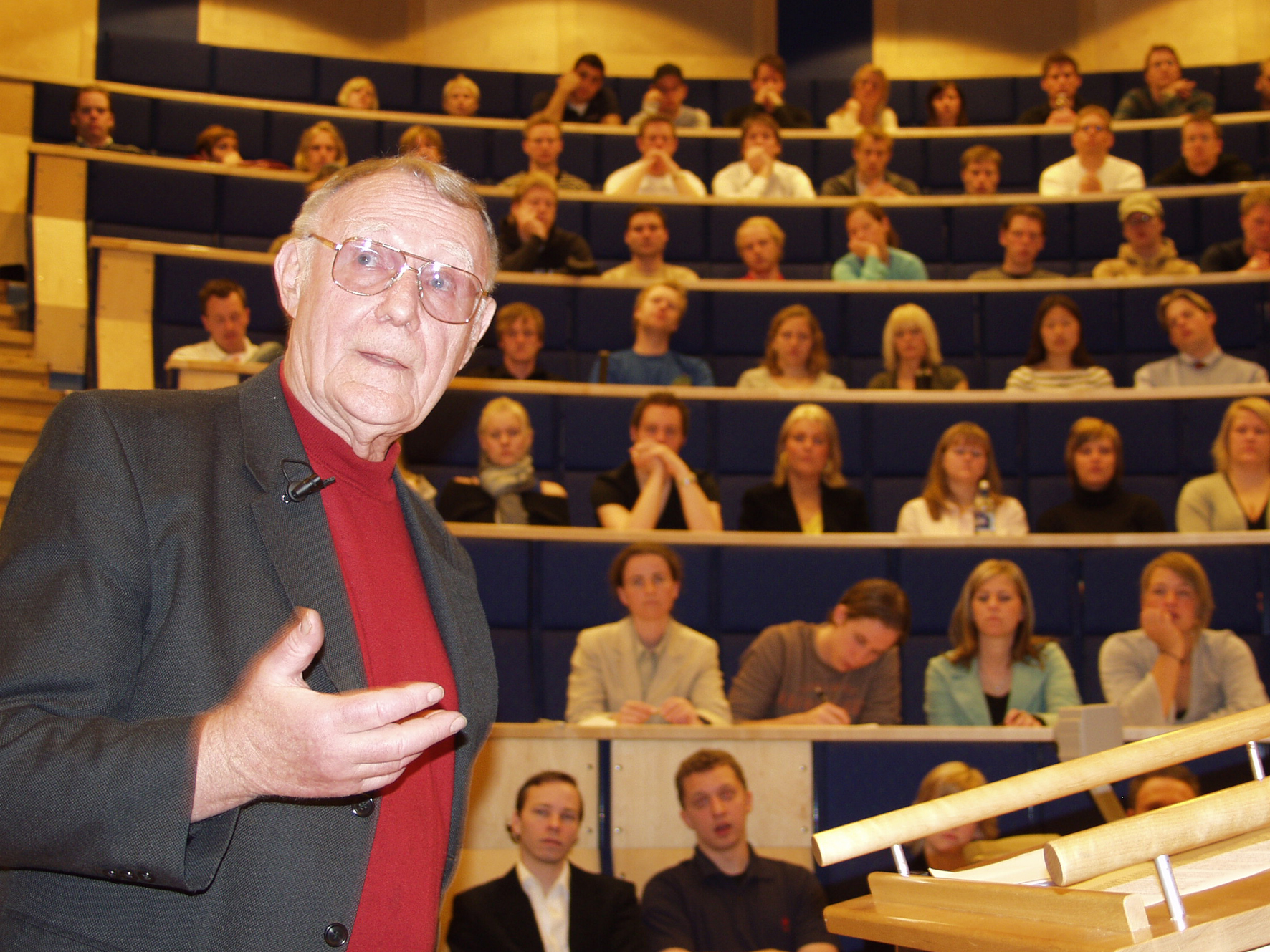
Ingvar Kamprad föreläser vid Växjö universitet

Kamprad är ett tysk-svenskt släktnamn.

## Ikea-grundaren Ingvar Kamprads släktgren
Erdmann Achim Kamprad (1866-1897) invandrade till Sverige 1896 från Sachsen i Tyskland med sin hustru Franziska Kamprad (1869-1945), född Glatz i Radonitz, Böhmen. De bosatte sig på gården Elmtaryd i Småland med 449 hektar skog som Kamprad köpt 1894 på annons i en tysk jakttidskrift. Paret fick barnen Frans Feodor (1893-1984), gift 1924 med Berta Linnea Matilda Nilsson (1903-1956). Deras förstfödda barn hade dött i förtid. Erwin Erich (1894-1935) och Erika Erna (1897-1976). Achim Kamprad begick självmord ett år efter flytten till Sverige, något som även Erwin Erich Kamprad gjorde.
Achim Kamprad var ett av 12 barn (9 dog i förtid) till den förmögne godsägaren Zacharias August Kamprad (1830-1890) och dennes hustru Sidonie von Bährenstein (1833-1900) på godset Wildenhein bei Lucka, nära staden Lucka i gränsområdet mellan Thüringen, Sachsen och Sachsen-Anhalt. En av anledningarna till att de lämnade Tyskland var att Achims äktenskap med Franziska ogillades starkt av Achims familj, då Franziska kom från enklare förhållanden. 
Släktskap med Paul von Hindenburg finns i släkten.

## Personer i urval
- Ingvar Kamprad (1926–2018), sonson till Achim Kamprad och son till Feodor Kamprad, svensk entreprenör och grundare av Ikea
- Peter Kamprad (1964-), affärsman, son till Ingvar Kamprad
- Jonas Kamprad (1966-), designer och affärsman, son till Ingvar Kamprad
- Mathias Kamprad (1969-), affärsman, son till Ingvar Kamprad